# New York Times Building (41 Park Row)
El New York Times Building, también conocido como 41 Park Row y 147 Nassau Street, es un edificio de oficinas en el Distrito Financiero de Manhattan en Nueva York, frente al Ayuntamiento y el Civic Center. Ocupa un terreno colindante con Nassau Street al este, Spruce Street al norte y Park Row al oeste. Es la estructura más antigua que se conserva de la antigua "Newspaper Row" y ha sido propiedad de la Universidad de Pace desde 1951.
41 Park Row tiene una fachada de granito de Maine en sus dos pisos más bajos, por encima de los cuales hay bloques rústicos de piedra caliza de Indiana. Los pilares verticales en la fachada resaltan el eje vertical del edificio. La fachada también tiene relieves, molduras y colonetas. Cuando se terminó, tenía 13 pisos y tenía un techo abuhardillado; el techo fue removido como parte de una expansión posterior que llevó el edificio a 16 pisos.
The New York Times construyó el edificio anterior de cinco pisos en 41 Park Row entre 1857 y 1858, reemplazando dos barrios anteriores que había ocupado desde su fundación en 1851. Ese edificio fue reemplazado en 1889 como una estructura de estilo neorrománico por George B. Post, que fue erigido mientras las operaciones del Times procedían en los barrios antiguos. En el 41 de Park Row tuvo su sede el Times hasta 1903, cuando se mudó a One Times Square. El edificio se amplió posteriormente en cuatro pisos entre 1904 y 1905. Fue comprado por la Universidad de Pace en 1951 y se ha utilizado para aulas y oficinas desde entonces. 41 Park Row fue designado hito de Nueva York en 1999. Es una propiedad que contribuye al Distrito histórico de Fulton-Nassau, un distrito del Registro Nacional de Lugares Históricos creado en 2005.

## Sitio

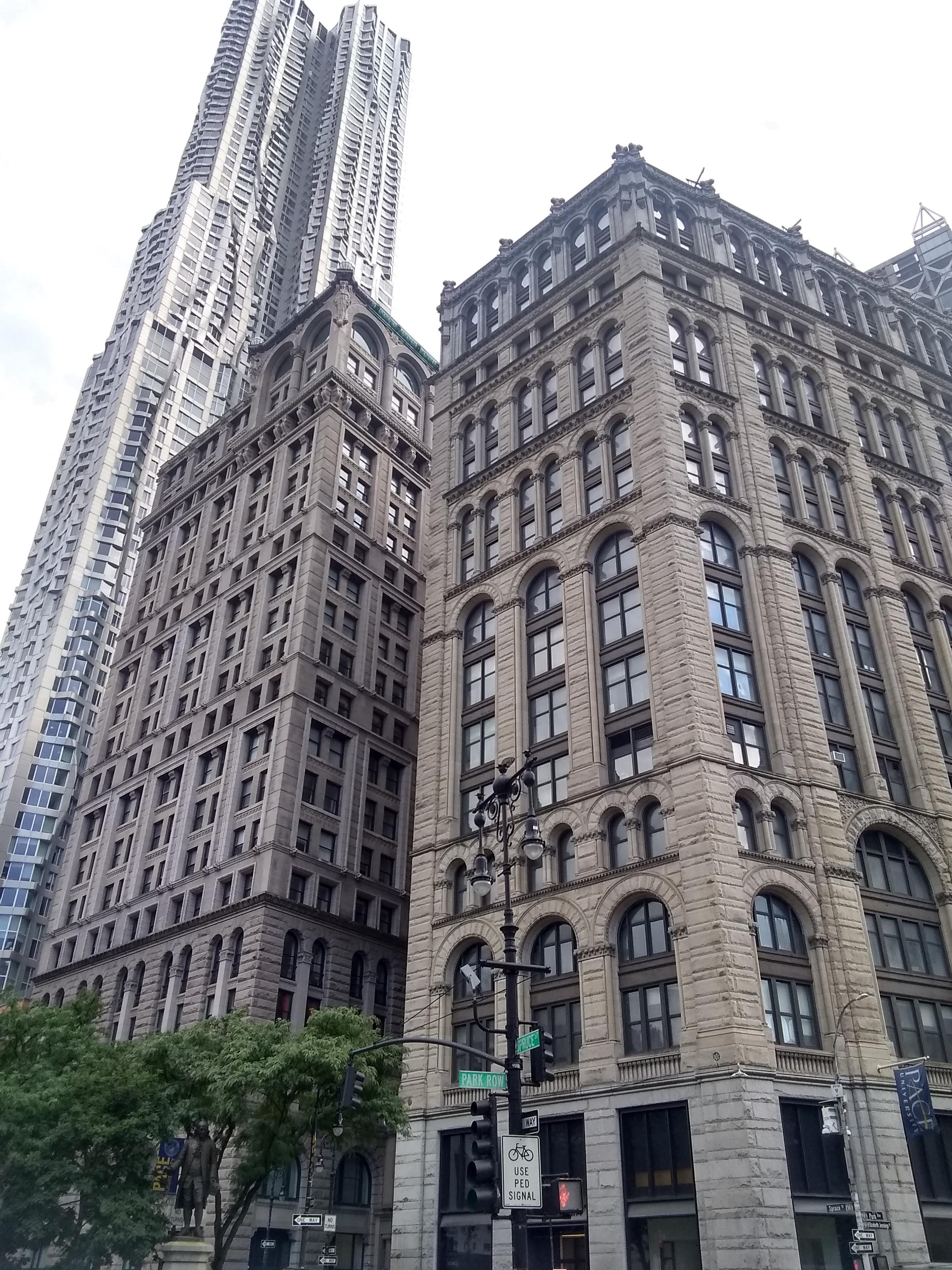
El 41 Park Row es el primer edificio a la derecha.

Está ubicado en el Distrito Financiero de Manhattan, al este del Ayuntamiento de Nueva York y el Civic Center. Se asienta en una parcela delimitada por Nassau Street al este, Spruce Street al norte y Park Row al oeste. 150 Nassau Street está directamente al otro lado de Nassau Street al este, mientras que el Morse Building está al otro lado de Nassau Street al sureste. El Potter Building está en la misma cuadra que 41 Park Row, y la Universidad de Pace se encuentra al otro lado de Spruce Street.
La estructura se asienta en un lote trapezoidal con una fachada de 18 m en Spruce Street, 29 m en Nassau Street y 31 m en Park Row, con una longitud de 32 m medianera contigua al Potter Building. Tiene direcciones alternativas de 40–43 Park Row y 147 Nassau Street.
El triángulo justo al norte de 41 Park Row, delimitado por Nassau y Spruce Streets y Park Row, se llamaba Printing-House Square debido al estado del área como "Newspaper Row" de Nueva York en los siglos XIX y XX. Alberga una estatua de bronce de Benjamin Franklin con una copia de su Pennsylvania Gazette. Esta fue realizada por Ernst Plassman e inaugurada en 1872.

## Diseño
El 41 Park Row fue diseñado originalmente por George B. Post y construido entre 1888 y 1889 en el estilo nerrománico. La estructura se componía originalmente de 13 pisos, incluido un entrepiso sobre el piso 12, así como un techo abuhardillado en los pisos superiores. Robert Maynicke, un antiguo socio de Post, diseñó los cuatro pisos de la expansión en 1904-1905. Durante esta, el entrepiso se convirtió en un piso 13 completo y se agregaron tres pisos más para un nuevo total de 16, de modo que la altura total pasó a ser de 65 m. El edificio es la última sede de un periódico anterior que queda en Printing House Square.

### Fachada

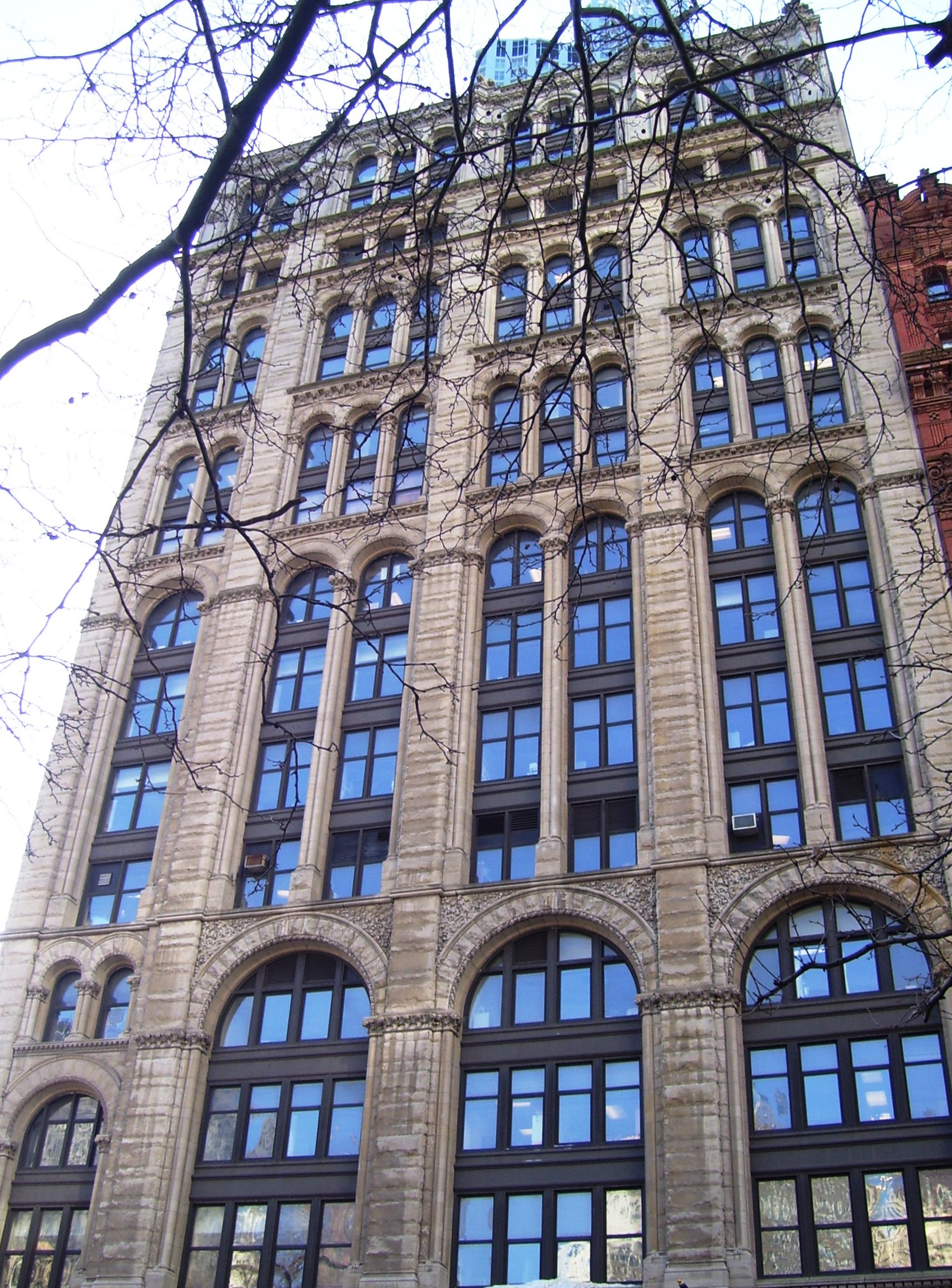
Fachada occidental en Park Row

41 Park Row contiene una fachada de granito de Maine en sus dos pisos más bajos, bloques rústicos de piedra caliza de Indiana en los pisos 3º al 14º y terracota en los pisos 15º y 16º. Tal como se construyó originalmente, las fachadas norte, oeste y este de 41 Park Row se organizaron en tres secciones horizontales. Estos consistían en la base de cinco pisos, una sección media de seis pisos de dos pisos por encima de cuatro y el techo abuhardillado de dos pisos con buhardillas. Las líneas horizontales de estas fachadas eran menos prominentes, con dos hileras sobre los pisos 5 y 11 dividiendo las tres secciones horizontales. La disposición de estas fachadas después de su expansión se mantuvo prácticamente sin cambios, excepto en los pisos superiores. La fachada sur, que da al edificio Potter, está hecha de ladrillo rojo con chimenea.
Los pilares verticales en la fachada resaltan el eje vertical. Los muelles dividen las fachadas de Nassau Street y Park Row en cuatro bahías verticales, y la fachada de Spruce Street en tres bahías. Las historias se dividieron en grupos horizontales utilizando corchetes y molduras. Las fachadas de Nassau Street y Park Row generalmente contenían varios arcos superpuestos en cada bahía, de manera similar a la comisión anterior de Post de New York Produce Exchange. Los arcos contienen un revestimiento de ventana de aluminio y vidrio.
La articulación de la fachada de Spruce Street es similar a la de las bahías más al norte de Park Row y Nassau Street, excepto en el primer piso. Las bahías más al norte de Park Row y Nassau Street, así como todas las bahías de Spruce Street, también son más estrechas que las otras bahías de la fachada; las bahías restantes en Park Row y Nassau Street son las bahías más anchas. El primer piso contiene grandes escaparates en cada bahía, con pilares de granito que separan las bahías. Las entradas están ubicadas en las tres fachadas, con la entrada principal en Spruce Street; antes de 2019, la entrada principal estaba en Park Row, donde había una entrada de doble puerta entre las dos bahías centrales. Una farola, que es un hito designado por la ciudad de Nueva York, está colocada en la fachada de Nassau Street.
En los tramos estrechos entre los pisos 3 y 5, hay un arco de doble ancho en cada tramo que se extiende sobre los pisos 3 y 4, una balaustrada en el 3er piso y un par de ventanas arqueadas en cada tramo del quinto piso. Los amplios vanos contienen un arco de triple ancho que se extiende desde el tercer al quinto piso, con una balaustrada en el tercer piso y motivos tallados en las enjutas de los arcos. Los pisos 6 al 9 están diseñados con un solo arco que se extiende sobre las bahías estrechas y un par de arcos en las bahías más anchas. Hay tres juegos de arcadas de dos pisos en la parte superior del edificio, formados por los pisos 10 y 11, 12 y 13, y 15 y 16. Estas arcadas contienen dos arcos de doble altura en las bahías estrechas y tres en las bahías anchas, con motivos elaborados en cada una de las arcadas. El piso 14, diseñado como un "piso de transición", contiene aberturas de ventanas rectangulares con dos ventanas en cada bahía estrecha y tres en cada bahía ancha. Un parapeto de terracota corre sobre el piso 16.

### Fundación
41 Los fuertes cimientos de Park Row, que incluyen varios cimientos del edificio anterior en el sitio, permitieron que las paredes exteriores fueran relativamente livianas. La capa de arena debajo del edificio desciende 31 m. Los pilares de ladrillo tienen 6,7 m de profundidad y están conectados por arcos de ladrillo invertidos, cuya profundidad máxima es de 8,2 m.
Los pilares fundamentales del edificio anterior en el sitio, que datan de 1858, están envueltos con mampostería para permitirles manejar la mayor carga del edificio actual. Cuando este se erigióactual, se agregaron nuevos cimientos a los viejos pilares. Los cimientos originales consistían en veintidós pilares, doce en el perímetro y diez dentro de la línea del lote, y cada uno de estos pilares tenía 2,7 m de ancho.

### Características

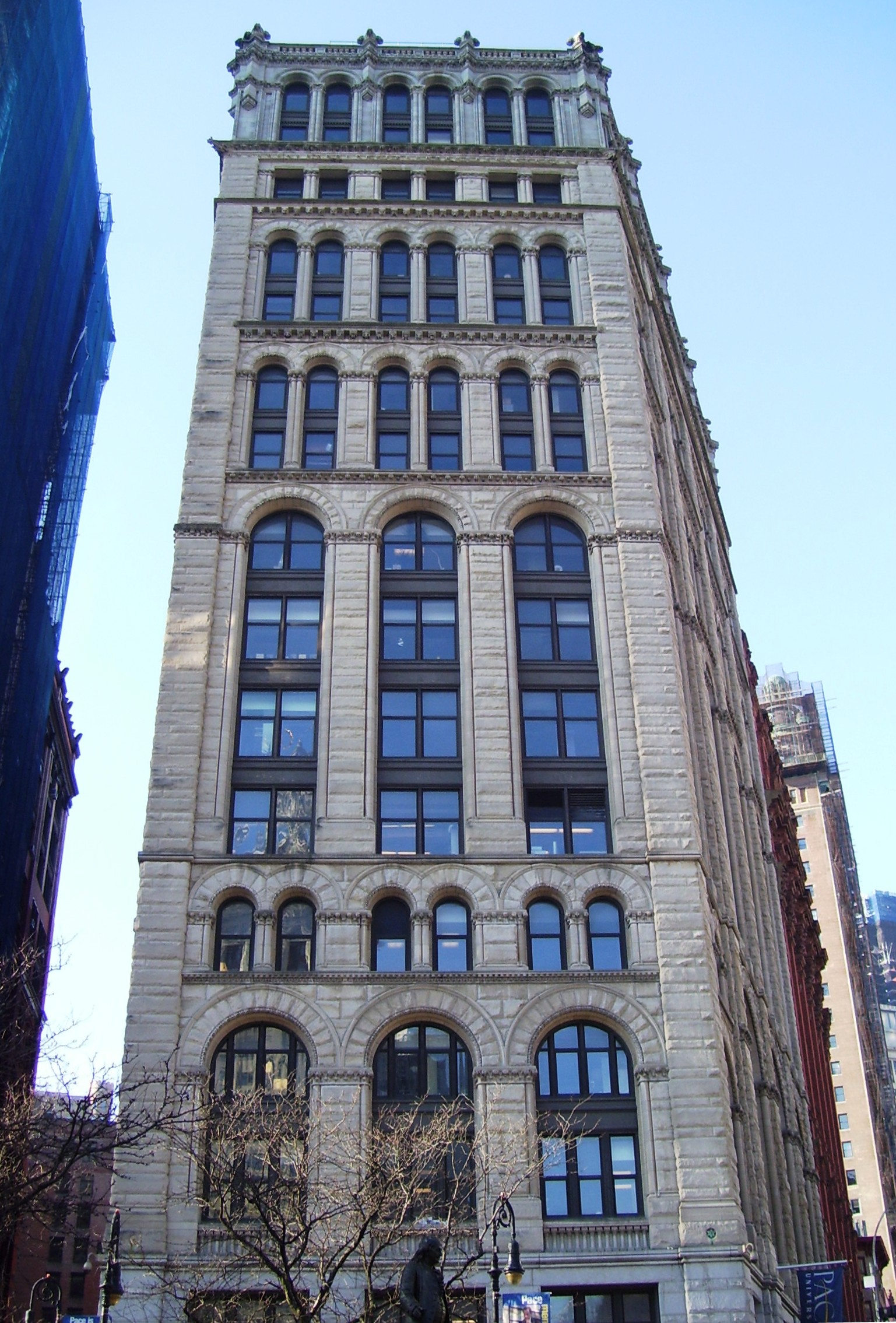
Fachada norte

41 Park Row tiene dos niveles de sótano. El sótano y el subsótano se extienden por debajo de las calles adyacentes, proyectando 4,9 m hacia afuera debajo de Nassau Street y 6,1 m hacia afuera debajo de Park Row. Además, hay otro sótano con una huella que mide 9,1 por 27,4 m debajo de Spruce Street, con un techo de 7,6 m de altura. Este espacio contenía cinco imprentas cuando The New York Times tenía su sede allí, y luego fue utilizado por Pace University como gimnasio. En el primer piso había una oficina de publicaciones dividida en compartimentos con tabiques de mármol y roble, así como dos oficinas administrativas privadas en los extremos este y oeste. El primer piso más tarde se convirtió en la librería y el vestíbulo de la Universidad Pace, y se convirtió en una galería de arte y un espacio estudiantil entre 2017 y 2019.
Los cinco pisos más bajos están a la misma altura que los pisos del edificio original, al igual que los dos niveles del sótano. La estructura interna de 41 Park Row fue hecha de hierro forjado debajo del piso 11 y hierro fundido más liviano sobre ese piso; el hierro fundido sobre el piso 11 fue reemplazado en la renovación de 1904-1905. Por encima del segundo piso, en los lados de Nassau Street y Park Row, los muros de carga de los pilares están reforzados con columnas Phoenix, formando así anclajes dentro de los muros laterales. Estos anclajes se utilizan para asegurar las vigas transversales de hierro debajo de cada piso; los pisos tercero al undécimo también están sostenidos por vigas con arcos planos de tejas huecas. A diferencia de su predecesor, el edificio actual no tiene tabiques interiores. Los pisos superiores utilizaron pilares más livianos porque llevaban cargas más livianas.
El piso 13 original, que era el piso superior, tenía un techo de 7,0 m y contenía la sala de composición y otras dos salas, lo que permitía a las imprentas acceder a más luz natural. Comisión para la Preservación de Monumentos Históricos de Nueva York Había dos grandes tragaluces sobre la sala de composición. El techo del edificio actual contiene una torre de agua de madera, áticos con ascensor, una buhardilla para las escaleras y equipo mecánico.
Originalmente, contaba con tres ascensores y una escalera en el lado sur. Se añadió un cuarto ascensor en la expansión de 1904-1905.

## Historia
El lote 41 Park Row, y el lote contiguo inmediatamente al sur (ahora el sitio del edificio Potter), fue el sitio de la Old Brick Church de la Brick Presbyterian Church, construida en 1767-1768 por John McComb Sr. Comenzando a principios del siglo XIX y continuando hasta la década de 1920, el área circundante se convirtió en la "Fila de periódicos" de la ciudad; varias sedes de periódicos se construyeron en Park Row, incluido el Potter, el Park Row Building, el New York Tribune Building y el New York World Building. The New York Times y otros periódicos estarían entre los primeros en construir los primeros rascacielos para su sede, siendo el edificio actual uno de esos desarrollos. Mientras tanto, la impresión se centró en Beekman Street, a menos de una cuadra al sur de 41 Park Row.

### Edificios anteriores
El Times, fundado en 1851, se ubicó por primera vez en 113 Nassau Street, una cuadra al sur de 41 Park Row; se trasladó a 138 Nassau Street, el sitio del actual edificio Potter en 1854. El Times creció rápidamente y en 1856 necesitaba nuevos trimestres. El Times se había vuelto popular, con más del doble de lectores del Tribune competidor en 1855, y Harper's Weekly lo describió como "ganado una reputación por la plenitud [sic] y variedad de sus noticias". Cuando la congregación de Brick Presbyterian Church se mudó a Murray Hill en 1857. El cofundador del Times, Edward B. Wesley, se asoció con los inversores Frederick P. James y Henry Keep para comprar la mitad norte del sitio de la iglesia para su tercer edificio. Los otros cofundadores del periódico, Henry Jarvis Raymond y George Jones, compraron posteriormente las acciones de James y Keep. Thomas R. Jackson diseñó un edificio de cinco pisos neorrománico en el sitio, con la dirección 41 Park Row.

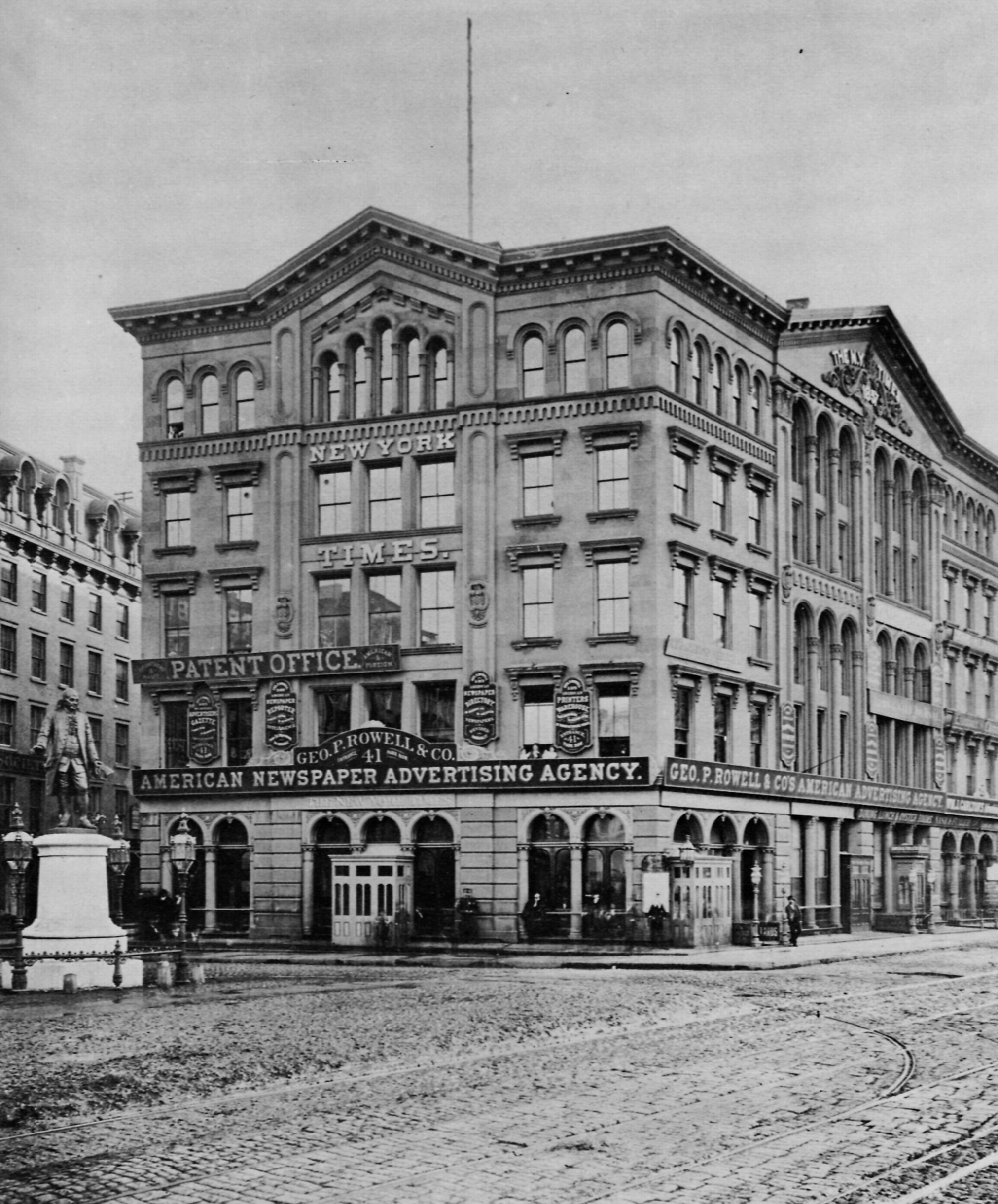
Primer edificio en 41 Park Row, 1874

La piedra angular del tercer edificio se colocó en mayo de 1857. Cuando el Times se trasladó en 1858, se convirtió en el primer periódico de Nueva York ubicado en un edificio construido específicamente para su uso. El edificio de 1851, empequeñeciendo al del Tribune justo al norte, fue descrito por el Times en 2001 como "una declaración de que el periódico se consideraba a sí mismo como una institución poderosa en la vida cívica". La estructura tenía pisos de ladrillo arqueados colocados dentro de vigas de hierro. El Times tenía imprentas y máquinas de estereotipos en el sótano; oficinas de publicación en el primer piso; su departamento editorial y reporteros en el cuarto piso; y una sala de composición en el primer piso. Los inquilinos alquilaron espacio en el segundo y tercer piso. Después de la muerte de Raymond en 1869, Edwin B. Morgan, entonces un accionista minoritario, adquirió las acciones de Raymond. Morgan había comprado un edificio vecino, propiedad de Western Union, dos años antes. Ambos edificios fueron entregados a la asociación de acciones del Times en 1881 después de la muerte de Morgan. La oficina de publicaciones del antiguo Times Building se amplió en 1873. Tras el incendio del antiguo edificio del New York World al sur en 1882 (que luego fue ocupado por el Potter Building), el Times se trasladó temporalmente a una oficina en Broadway.
A mediados de la década de 1880, las operaciones del Times habían crecido significativamente y el mercado de alquiler en el vecindario era fuerte. El Real Estate Record and Guide declaró en 1882 que los edificios Tribune, Times, Morse y Temple Court estaban cerca de los tribunales del Centro Cívico, por lo que estos edificios eran ideales para abogados. Debido a la demanda de espacio para oficinas, Jones y los otros propietarios del Times propusieron erigir un edificio más alto en el sitio de la sede del Times, en lugar de buscar otro sitio en el Bajo Manhattan, donde el terreno disponible era escaso. Además, sería extremadamente difícil trasladar las imprentas del Times a una ubicación temporal, por lo que un edificio de este tipo tendría que construirse mientras la estructura existente sigue funcionando. Unas 300 personas trabajaban en el antiguo edificio en el momento del anuncio del proyecto.

### Construcción
El arquitecto George B. Post recibió el encargo de diseñar una estructura más grande en 41 Park Row, y David H. King Jr. fue contratado como el constructor principal. El nuevo edificio románico de Post se construyó alrededor del núcleo del edificio de 1858 y las imprentas se mantuvieron en su lugar. El trabajo comenzó en enero de 1888, y el trabajo fundamental comenzó el mes siguiente, aunque la piedra angular ceremonial no se colocó hasta ese junio.
El nuevo edificio requirió cimientos adicionales; en algunos lugares, estos se fusionaron con los cimientos existentes, mientras que en otros, se agregaron cimientos completamente nuevos. Los inquilinos de las oficinas permanecieron hasta que se terminaron los cimientos en mayo de 1888. Posteriormente, fueron desalojados y se erigió un puente de madera alrededor del perímetro del lote. Los muros de piedra del antiguo edificio fueron demolidos gradualmente. Un transeúnte resultó herido durante el proceso de demolición cuando una losa de piedra de 680 kg cayó de la fachada. Los pisos existentes fueron luego apuntalados con madera; la estabilidad estructural del antiguo edificio se mantuvo porque sus pisos descansaban sobre un muro medianera con el Edificio Potter al sur y en el muro de Spruce Street al norte, así como también sobre tabiques internos. El muro de Spruce Street fue demolido solo después de que se instalaron vigas de piso adicionales. Posteriormente, se hicieron agujeros en los pisos para poder instalar las columnas, y cuando se instalaron suficientes columnas, se atornillaron nuevas vigas de hierro a estos pilares y a los pisos antiguos. Luego se construyeron los nuevos muros. Finalmente, se retiraron las vigas de madera utilizadas para apuntalar el antiguo edificio.
El trabajo procedió casi constantemente, incluso durante la noche y los fines de semana. Para permitir que el personal del Times continúe trabajando durante la construcción, el cuarto y quinto piso se cubrió con un cerramiento temporal hecho de madera y papel alquitranado. Durante la construcción, las oficinas del Times se trasladaron en noviembre de 1888 y en marzo de 1889 para permitir que los constructores terminen partes del nuevo edificio. El Times informó en abril de 1889 que había ocupado los nuevos espacios. Al mes siguiente, se completó la fachada. 41 Park Row contenía 13 pisos, excluyendo un entrepiso. El Times anunció que el nuevo edificio era 7 metros más alto que el Potter. La utilización del piso en el nuevo edificio era similar a la del edificio antiguo: la sala de composición estaba en el piso 13, el más alto del edificio, mientras que las oficinas editoriales y las salas de la ciudad estaban en el piso 12.

### Expansión

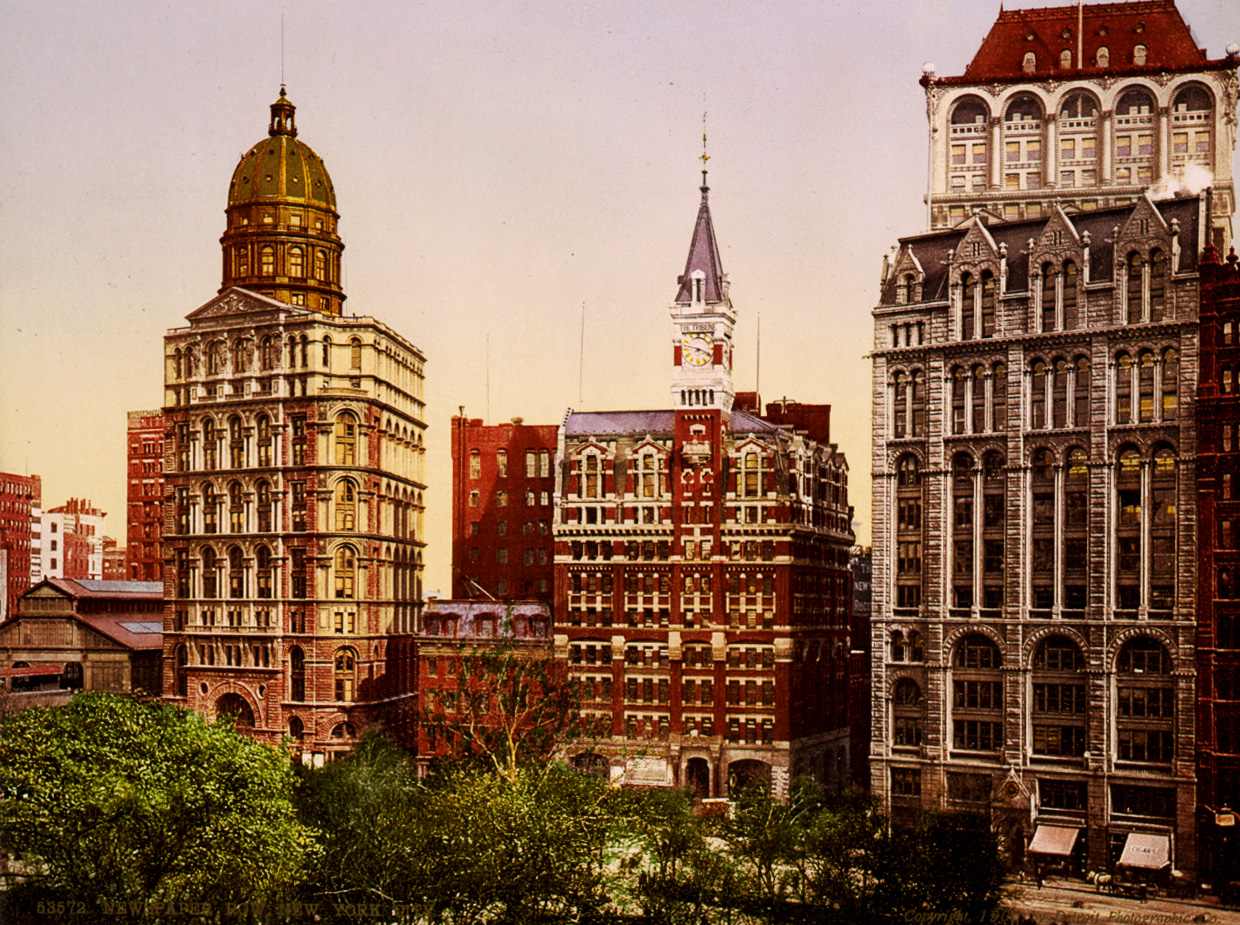
Vista de Newspaper Row en 1900, con el edificio Times a la derecha

Jones, quien murió en 1891, había creído que el Times Building era un monumento a sí mismo, habiendo gastado grandes sumas en el proyecto. Charles Ransom Miller y otros editores del New York Times recaudaron $ 1 millón (equivalente a $ 28 millones en 2019) para comprar el Times e imprimirlo bajo The New York Times Company. La Times Association cedió la propiedad de 41 Park Row a una sociedad de cartera llamada Park Company, a la que la New York Times Publishing Company arrendaría el edificio. A raíz de una crisis financiera causada por el pánico de 1893, el periódico fue comprado por Adolph Ochs en 1896, y The New York Times se expandió enormemente bajo el liderazgo de Ochs. En noviembre de 1902, dos hombres murieron en un incendio en el sótano de 41 Park Row. El incendio se originó en una partición de madera erigida para la construcción de la primera línea del sistema de metro de la ciudad, que corría adyacente al sótano debajo de Park Row. En algún momento de 1903, se presentaron planes de modificaciones, pero no se llevaron a cabo.
El arquitecto Robert Maynicke fue contratado para quitar el techo abuhardillado original, convertir un entrepiso en un piso completo y agregar cuatro pisos de oficinas a un costo de 160.000 dólares (equivalentes a 3.753.000 en 2019). Presentó planos ante la Oficina de Edificios de la ciudad en diciembre de 1903. El trabajo debía realizarse en nombre de Park Company y se llevó a cabo entre 1904 y 1905. Loft and Company, fabricantes de dulces, contrató a D'Oench, Yost y Thouvard para reconfigurar el sótano y la tienda de la esquina por 25.000 dólares.
Durante la ampliación, se demolió la fachada por encima del piso 11. El piso 13 original fue demolido, el entrepiso del piso 13 se convirtió en un piso 13 completo y se agregaron tres pisos nuevos. Los pisos 12 y 13, y los pisos 15 y 16, fueron modelados con arcos triples de doble altura, similares a los pisos 10 y 11. Debido a que las columnas de hierro livianas sobre el piso 11 no podían soportar los pisos adicionales, fueron reemplazadas por pilares de acero. Se produjeron varios accidentes durante el proceso de renovación. En julio de 1904, se arrojó una piedra pesada que hirió a cinco personas, y en noviembre, un transeúnte murió al caer una viga. El 1 de enero de 1905, el Times se trasladó al recién terminado One Times Square, a lo largo de lo que entonces se llamaba Longacre Square (más tarde Times Square). Posteriormente, se instalaron cuatro vitrinas en el primer piso, donde se ubicaban las oficinas de publicación del Times. La expansión se completó en 1905.

### Uso posterior y conversión universitaria
Se hicieron varias modificaciones a 41 Park Row después de su expansión. Los cimientos debajo de la medianera con el edificio Potter se reforzaron en 1915 y el año siguiente se realizaron trabajos de protección contra incendios, incluida la instalación de una torre de agua de madera de 13.000 l en el techo. 41 Park Row albergaba a un gran número de inquilinos en la industria del papel, con 38 de esos inquilinos en 1935. Las empresas de otros sectores también ocuparon espacio. También se hicieron modificaciones menores a los escaparates a nivel del suelo en 1919, 1928, 1938 y 1941.
Pace University había alquilado un espacio en 41 Park Row en 1948, y compró el edificio tres años después. Los pisos sobre el suelo se convirtieron en aulas y oficinas, mientras que el sótano se convirtió en un gimnasio. Edward J. Hurley realizó modificaciones menores en los niveles del sótano y el primer piso entre 1956 y 1957, y en 1962 se instaló una torre de enfriamiento en la azotea para un sistema de aire acondicionado en los pisos 12 al 15. Pace también instaló una placa en 1959 para honrar el uso por parte del Times. Un edificio del campus más nuevo, 1 Pace Plaza, se abrió inmediatamente al norte en 1970, aunque 41 Park Row todavía albergaba la escuela de posgrado de la Universidad de Pace. 41 Park Row también se conoció como Pace Plaza a finales del siglo XX. El edificio fue sometido a nuevas renovaciones a partir de 1982, cuando se restauró el interior en varias fases de dos pisos cada una. La Comisión para la Preservación de Monumentos Históricos de Nueva York (LPC) designó 41 Park Row como un lugar emblemático de la ciudad el 16 de marzo de 1999. El 7 de septiembre de 2005, el edificio del New York Times fue designado como propiedad contribuyente al Distrito histórico de Fulton-Nassau, un distrito del Registro Nacional de Lugares Históricos.
Pace University anunció en febrero de 2017 que renovaría ampliamente 41 Park Row como parte de un plan maestro para el campus universitario. Debido al estatus de hito de 41 Park Row, Pace buscó y obtuvo la aprobación de la LPC. Las renovaciones, diseñadas por FXFowle, incluyeron la restauración de los pisos inferiores y la adición de una entrada en Spruce Street, que se había eliminado en las renovaciones de la década de 1950. El trabajo se completó en enero de 2019. Otras fases del plan de expansión implican trasladar las oficinas administrativas de 41 Park Row.

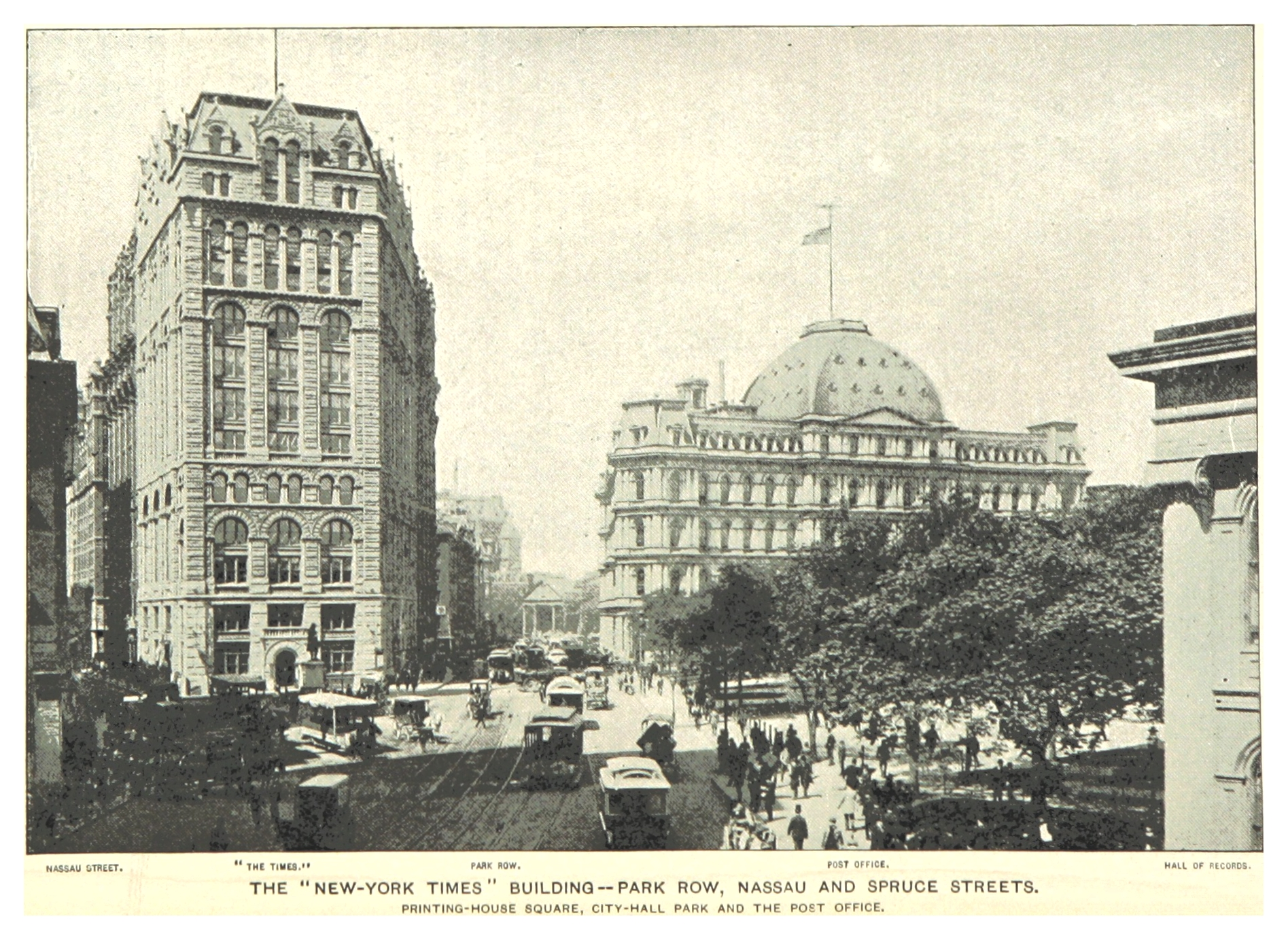
El Times Building (izquierda), representado en el King's Handbook to New York City

En enero de 1889, cuando el nuevo edificio estaba casi terminado, el Real Estate Record and Guide llamó a la nueva estructura "el edificio comercial más elegante de Nueva York". El primer uso de la palabra "rascacielos" por parte del propio Times fue en un artículo publicado el 13 de junio de 1888, al describir la expansión de 41 Park Row. El Manual de Nueva York de Moses King , publicado en 1893, describió el entonces nuevo edificio como "una obra maestra del estilo románico" y "el New-York Times expresado en piedra". Cuando se erigió el 1 Wall Street en Broadway un año después de la finalización del edificio Times, el Real Estate Record and Guide describió la fachada arqueada de la estructura del Union Trust como una mejora con respecto a la fachada del Times Building.
Según los escritores de arquitectura Sarah Landau y Carl Condit, los observadores contemporáneos dijeron que el estilo del edificio se había inspirado en las obras de Henry Hobson Richardson. La fachada, con granito en los pisos inferiores y piedra caliza arriba, fue uno de esos detalles probablemente inspirado en los diseños de Richardson. La fachada de piedra rústica, las grandes arcadas, el techo abuhardillado, las pequeñas balaustradas en relieve y las molduras enrollables también eran similares al trabajo de Richardson. El crítico de arquitectura Montgomery Schuyler elogió los arcos como "características impresionantes" que fueron detalladas, pero no "exageradas al estilo richardsoniano".